# Dinos Dimópulos
Dinos Dimópulos (grec: Ντίνος Δημόπουλος; 22 d'agost de 1921 - 28 de febrer de 2003) va ser un actor, director de cinema, guionista i director de teatre grec. Va dirigir més de 40 pel·lícules entre 1953 i 1993.
El 1959 va dirigir Astéro a ser presentada al 9è Festival Internacional de Cinema de Berlín. La seva pel·lícula de 1960 Madalena va ser presentada al 14è Festival Internacional de Cinema de Canes. També va escriure algunes peces teatrals. Ha guanyat el premi al millor director al Festival Internacional de Cinema de Tessalònica per la pel·lícula Piretos stin asfalto.

## Filmografia selecta
- Oi ouranoi einai dikoi mas (1953)
- Megàloi drómoi (1953)
- Kharumeno xekinima (1954)
- Joe O Tromerós (Τζο ο τρομερός) (1955)
- Astéro (1959)
- Sturnara 288 (1959)
- Madalena (1960)
- Oi kyries tis avlis (1966)
- Piretos stin asfalto (1967)
- I daskála me ta xantha malliá (1969)
- Agapisa mia polythrona (1971)